# Triton (U-Boot, 1938)
HMS Triton (Kennung: N15) war der Prototyp der britischen T-Klasse. Das erste Baulos der T-Klasse wird nach dem U-Boot als Triton-Klasse bezeichnet. Das Kriegsschiff wurde im Zweiten Weltkrieg in der Nordsee und im Mittelmeer eingesetzt. Die Triton wird seit Dezember 1940 in der Adria vermisst.

## Baugeschichte und Konstruktive Merkmale
Siehe auch: Baugeschichte der T-Klasse und Konstruktive Merkmale der T-Klasse
Zu Beginn der 1930er Jahre forderte die britische Marine eine neue Klasse von Hochsee-Unterseebooten. Mit dem Marinebauprogramm von 1935 wurde der Bau eines Prototyps der neuen Klasse bei Vickers-Armstrong beauftragt. Infolgedessen wurde die Triton 1936 auf Kiel gelegt. Die Neukonstruktion lief im Folgejahr vom Stapel und wurde 1938 in Dienst gestellt. Dem Prototyp folgten 14 Einheiten der ersten, sieben Einheiten der zweiten und 31 Einheiten der dritten Baugruppe der T-Klasse.

### Vergleich zwischen Prototyp und Serienbauten
Die Serienbauten waren etwas kleiner als die Triton:
|                                                  | Triton        | Gruppe 1 Triton-Klasse | Gruppe 2 Tempest-Klasse | Gruppe 3 Taciturn-Klasse |
| ------------------------------------------------ | ------------- | ---------------------- | ----------------------- | ------------------------ |
| Besatzung:                                       | 62 Mann       | ←                      | 61 Mann                 | 63 Mann                  |
| Verdrängung (aufgetaucht):                       | 1330 tn.l.    | 1325 tn.l.             | 1327 tn.l.              | ←                        |
| Verdrängung (getaucht):                          | 1585 tn.l.    | 1573 tn.l.             | 1571 tn.l.              | ←                        |
| Länge über alles:                                | 84,20 m       | 83,97 m                | 83,36 m                 | 83,30 m                  |
| Breite (maximal):                                | 8,11 m        | ←                      | ←                       | ←                        |
| Tiefgang:                                        | 3,60 m        | ←                      | ←                       | 4,80 m                   |
| Motorenleistung (aufgetaucht mit Dieselmotoren): | 2 mal 1250 PS | ←                      | ←                       | ←                        |
| Motorenleistung (getaucht mit Elektromotoren):   | 2 mal 725 PS  | ←                      | ←                       | ←                        |
| Geschwindigkeit (aufgetaucht):                   | 15,25 kn      | ←                      | 15,75 kn                | ←                        |
| Geschwindigkeit (getaucht):                      | 8,75 kn       | ←                      | ←                       | ←                        |
| Fahrbereich (aufgetaucht bei 10 kn):             | 8000 sm       | ←                      | ←                       | 11000 sm                 |
| Fahrbereich (getaucht bei 4 kn):                 | 80 sm         | ←                      | ←                       | ←                        |
| Brennstoffvorrat:                                | 130 tn.l.     | ←                      | ←                       | 230 tn.l.                |
| Tauchtiefe:                                      | 90 m          | ←                      | ←                       | 90 bis 110 m             |
| Deckgeschütz:                                    | 102 mm / L40  | ←                      | ←                       | ←                        |
| Torpedorohre:                                    | 10            | ←                      | ←                       | 11                       |
| Torpedos:                                        | 16            | ←                      | ←                       | 17                       |
| Seeminen:                                        | 18            | ←                      | 12                      | ←                        |

## Einsatzgeschichte

### Versenkung derOxley
Genauso wie ihre Schwesterboote wurde die Triton bei Kriegsbeginn im September 1939 vor der norwegischen Küste eingesetzt.
Am 10. September tauchte die Triton um 19:55 Uhr auf, um im Schutze der Dämmerung ihre Akkumulatoren aufzuladen und an der Oberfläche in einem langsamen Zickzackkurs den befohlenen Sektor zu patrouillieren. Kommandant LtCdr H. P. de C. Steel versicherte sich, dass die See frei war, übergab das Kommando und verließ die Brücke mit der Order, ihn bei jeglicher Änderung der Lage zu benachrichtigen. Er wurde 20:45 Uhr auf die Brücke zurückgerufen, als die Brückenwache deutlich ein Objekt in Fahrtrichtung sichtete. Steel befahl umgehend, die Fahrt zu erhöhen und zwei Torpedorohre zu bewässern. Er forderte außerdem den Signalgast an. Inzwischen klärte die Brückenwache das Objekt als aufgetauchtes U-Boot auf, konnte aber nicht erkennen, um welchen Typ es sich handelt, und schon gar nicht, zu welcher Marine es gehört.
Der Signalgast morste dreimal ein Kontaktsignal mit der Signallampe und wartete jeweils minutenlang auf eine Reaktion des sich nähernden U-Bootes, erhielt aber keine Antwort. Da Steel befürchtete, ein eigenes Boot vor sich zu haben, befahl er als letzten Versuch, eine grüne Leuchtgranate abzufeuern. Dieses Signal war zwischen britischen U-Booten als letzte Warnung vereinbart. Da es immer noch keine Reaktion gab, blieb Steel keine Wahl und er befahl bei Position 58° 30′ N, 5° 30′ O 28 Seemeilen südsüdwestlich von Stavanger einen Torpedoangriff.
Zumindest einer der beiden gestarteten Torpedos traf das unidentifizierte Objekt vernichtend. Das U-Boot sank in wenigen Minuten und zog fast die gesamte Besatzung (53 Mann) mit in die Tiefe. Die Brückenwache der Triton konnte trotz Einsatz des eigenen Lebens nur zwei Überlebende, darunter den Kommandanten des U-Bootes, aus der kalten See retten. Bei der Rettungsaktion sprangen die Lieutenants Guy C. I. St.B. Watkins und Harry A. Stacey in die See, um den Ertrinkenden zu helfen. Watkins wurde später der letzte Kommandant des U-Bootes. Nach Befragung der zwei Schiffbrüchigen zeigte sich, dass die Befürchtungen des Kommandanten berechtigt gewesen waren. Bei dem versenkten U-Boot handelte es sich um die britische Oxley. Das O-Klasse-Boot hatte aufgrund eines Navigationsfehlers sein Patrouillengebiet verlassen und war ungewollt in den Sektor der Triton eingedrungen.
Ein Untersuchungsausschuss sprach Steel von jeglicher Schuld frei und erklärte, dass seine Handlungsweise gerechtfertigt war. Der Kommandant der Oxley, LtCdr Harold Godfrey Bowerman, erklärte, dass seine Deckswache auf die Lichtsignale wahrscheinlich fehlerhaft reagiert habe. Als er an Deck gerufen worden sei, habe er sofort eine Leuchtgranate abfeuern wollen, das Abschussgerät habe aber versagt. Wenige Sekunden später hätten die Torpedos eingeschlagen und die folgende Explosion ihn vom Deck geschleudert. Gegenüber der Öffentlichkeit wurde der Zwischenfall verschleiert und bis zum Kriegsende mit einem Explosionsunfall auf der Oxley erklärt. Nach dem Krieg wurde eine Kollision als Unfallursache angegeben. Die wahren Umstände des Eigenbeschusses kamen erst in den 1950er Jahren zu Tage.
Nachdem am 14. September 1939 zwei S-Klasse-Boote nur knapp einer vergleichbaren Katastrophe entgingen, reagierte die Admiralität mit einer Vergrößerung der Abstände der Patrouillengebiete britischer U-Boote von 4 auf 16 Seemeilen.

### Weiterer Einsatz in der Nordsee und Deutsche Invasion in Nordeuropa
Nach den Vorgängen im September 1939 wurde die Triton weiter in der Nordsee eingesetzt. Die Patrouillen verliefen bis Anfang April nahezu ereignislos. Lediglich am 28. Februar 1940 konnte das U-Boot vor Kristiansand den deutschen Blockadebrecher Wangoni (7848 BRT) sichten und versuchte, ihn zu stoppen. Das deutsche Schiff entkam unbeschadet.
Die Triton griff am 8. April 1940, dem Vortag der deutschen Invasion in Dänemark und Norwegen, vor Skagen die deutschen Kreuzer Emden, Lützow und Blücher erfolglos mit zehn Torpedos an. Die Royal Navy erwartete die deutsche Operation und hatte ihre U-Boote im Vorfeld entlang der erwarteten Anmarschrouten der Invasionsflotte stationiert.
Am 10. April 1940 versenkte die Triton im Kattegat drei deutsche Einheiten. Bei 57° 27′ N, 10° 46′ O wurden die Transportschiffe Friedenau (5219 BRT) und Wigbert (3648 BRT) torpediert und versenkt. Später wurde bei 57° 50′ N, 11° 22′ O das Hilfs-Patrouillenboot V1507 / Rau 6 (356 BRT) ebenfalls mit Torpedos versenkt.

### Einsatz im Mittelmeer und Verlust der Triton
Infolge des italienischen Kriegseintrittes am 10. Juni 1940 wurde die Triton in das Mittelmeer befohlen. Am 4. Oktober 1940 torpedierte und versenkte das britische U-Boot nahe Genua bei 44° 10′ N, 9° 25′ O den italienischen Frachter Franca Fassio (1858 BRT).
Die Triton verließ die Basis in Malta am 28. November 1940 zu ihrer letzten Feindfahrt. Als Operationsgebiet war die südliche Adria vorgesehen. Am 6. Dezember fing das U-Boot ein Notsignal des italienischen Frachters Olimpia auf. Kommandant Lt. Watkins änderte den Kurs, um nach dem Dampfer zu suchen und ihn abzufangen. Seitdem gab es weder von der Olimpia noch von der Triton weitere Nachrichten. Die Royal Navy erklärte das U-Boot am 18. Dezember offiziell als vermisst und gab als möglichen Grund an, dass es in der Straße von Otranto auf eine Seemine gelaufen sei. Die gesamte Besatzung fand den Tod. Eine weitere mögliche Erklärung ist, dass die Triton von dem italienischen Torpedoboot Clio versenkt wurde.

## Kommandanten
- Lt.Cdr. Hugh Patrick de Crery Steele (7. Juni 1938 – 24. November 1939)[16]
- Lt.Cdr. Edward Fowle Pizey (24. November 1939 – 18. August 1940)[17]
- Lt. Guy Claud Ian St Barbe Slade Watkins(18. August 1940 - † 18. Dezember 1940)[18]